# Megaladapis
Megaladapis of koalamaki is een geslacht van uitgestorven maki's, dat vermoedelijk rond 1500 v.Chr. door de mens is uitgeroeid. Één soort (Megaladapis madagascariensis), overleefde waarschijnlijk tot ongeveer 500 jaar geleden. Het werd geklasseerd onder de monotypische familie Megaladapidae, die verwant is aan de Lemuridae.

## Uiterlijke kenmerken
Megaladapis had de grootte van een orang-oetan met een lengte van honderdvijftig centimeter en een gewicht van vijfenveertig tot vijfentachtig kilogram. Het had een gedrongen lichaam met lange armen, vingers, voeten en tenen die geschikt waren voor het grijpen van takken en gespreide poten voor verticaal klimmen. In tegenstelling tot alle andere primaten zaten de ogen bij Megaladapis aan de zijkanten van de kop.

## Leefwijze
Megaladapis was een trage boombewoner. Deze zware reuzenmaki had door zijn omvang niet de mogelijkheid om zich door middel van slingeren en springen door de bossen te verplaatsen. Ook klimmen ging vrij moeizaam. Megaladapis was een folivoor met lange hoektanden en krachtige kaakspieren voor het kauwen van taaie vegetatie. Het dier was dagactief.

## Vondsten
Resten van Megaladapis werden gevonden in Madagaskar. Er zijn drie soorten: M. edwardsi (zuiden), M. grandidieri (midden en noorden) en M. madagascariensis (zuidwesten). M. edwardsi was de grootste soort en leefde mogelijk meer op de grond dan de andere twee soorten. Een skelet van M. grandidieri is te bewonderen in het museum Academie Malgache in de dierentuin in Antananarivo.

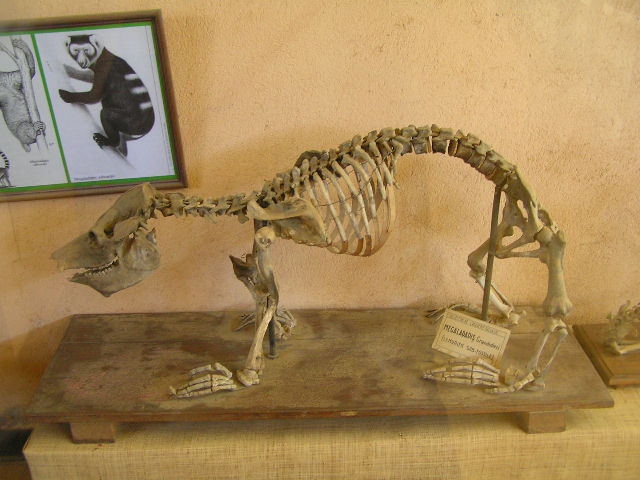
Skelet van Megaladapis grandidieri